# Aequidens tetramerus
Aequidens tetramerus är en fiskart som först beskrevs av Heckel, 1840.  Aequidens tetramerus ingår i släktet Aequidens och familjen Cichlidae. Inga underarter finns listade i Catalogue of Life.

## Bildgalleri

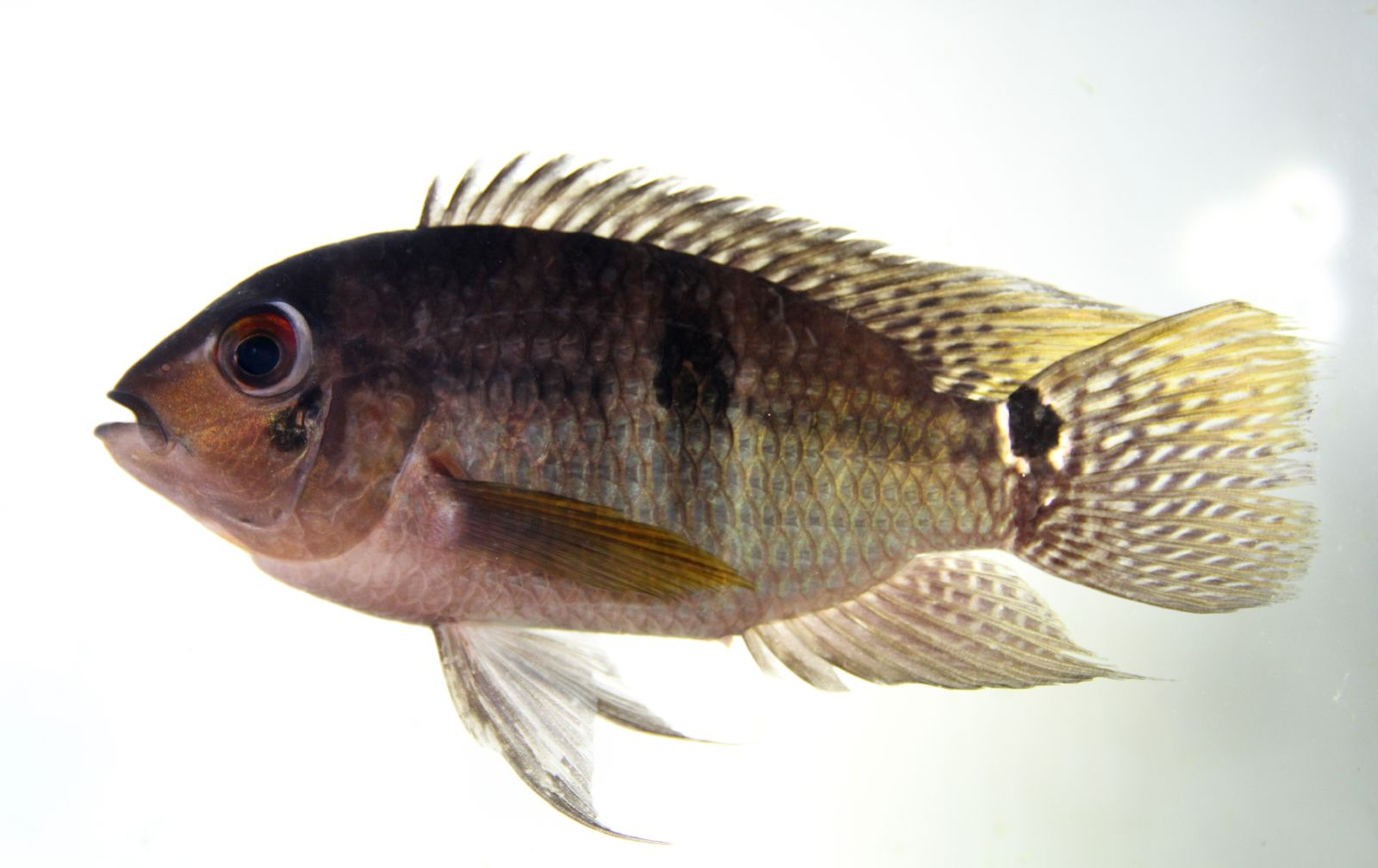